# شاكر خزعل
شاكر خزعل (28 سبتمبر عام 1987-)، مؤلف وكاتب كندي من أصول فلسطينية، ولد في لبنان. ناشط في شبكات التواصل الاجتماعي عن حقوق اللاجئين ونشاطات الإغاثة العامة. ألف ثلاثية قصصية بعنوان «اعترافات طفل حرب» (بالإنجليزية Confessions of a War Child) أصدر منه «اعترافات طفل حرب (القسم الأول)» في مارس / آذار 2013، و«اعترافات طفل حرب - ليا» في أبريل 2014.

## حياته
ولد شاكر لأب فلسطيني هو المخرج محمود خزعل، ووالدته الناشطة الفلسطينية الاجتماعية ألفت محمود، هو أكبر أخوته الثلاثة فايز، وهادي وهاني. تم تهجير أجداده من فلسطين في عام 1948 ولجؤوا إلى لبنان. حيث نشأ شاكر في مخيم برج البراجنة للاجئين الفلسطينيين في بيروت، لبنان.
انتقل شاكر إلى تورونتو عام 2005 ليبدأ دراساته الجامعية في جامعة يورك.
يعاني شاكر من قصور الانتباه وفرط الحركة (ADHD) والذي تحدث عنه كأمر شجعه على التقدم ولم يعيقه في مسيرته إلى التقدم إلى الأمام. وقد ذكر شاكر أنه كائن ليلي، أي أنه يفضل العمل والكتابة بالليل مع أخذ قيلولة في أوقات منظمة خلال النهار.

## العمل

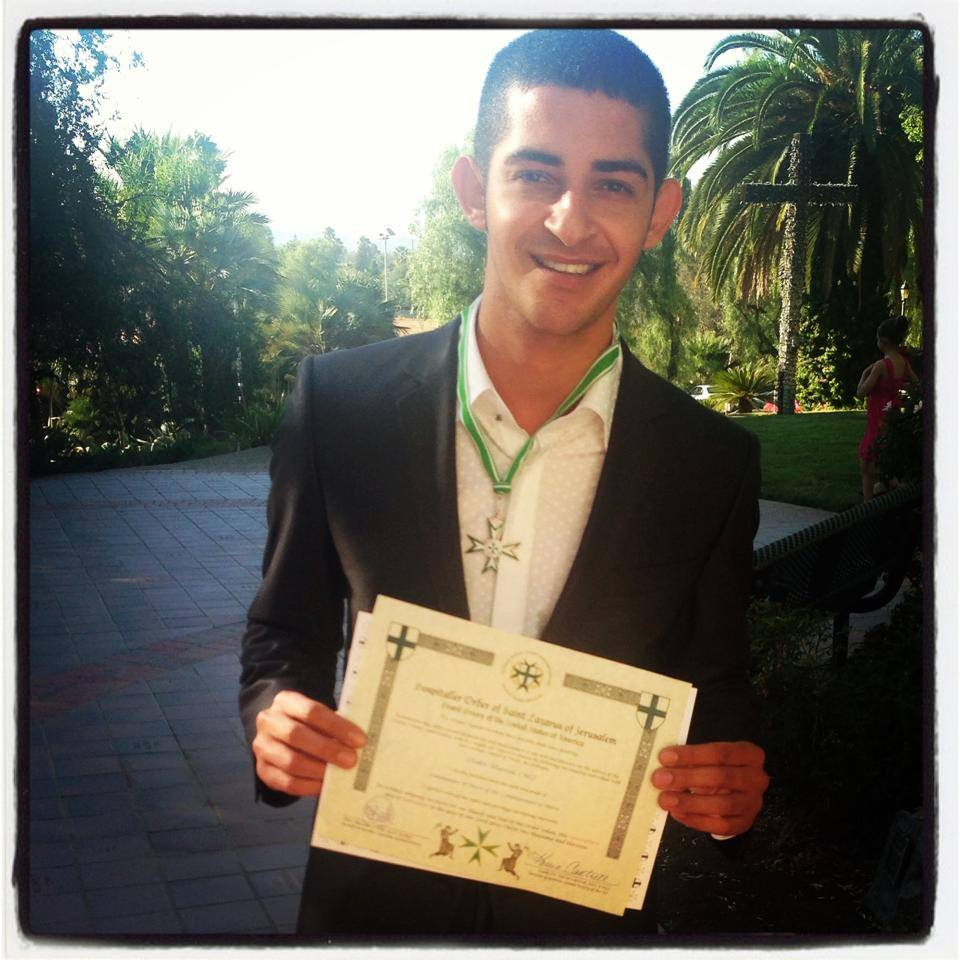
شاكر خزعل يتسلم جائزة Saint Lazarus Award

عمل شاكر كممثل في العديد من المسرحيات المحلية في بيروت وفي سن 13، لعب دور البطولة في فيلم سكر يافا. وفي سن 17، حصل على جائزة من جامعة يورك في تورونتو لتفوقه الأكاديمي ومهاراته القيادية العالية في دراسة الإنتاج السينمائي والدراسات الدولية.
انتقل إلى كندا للتعلم في جامعة يورك في تورونتو، أونتاريو وتخرّج عام 2009 لينضم إلى منظمة الأمم المتحدة حيث أصبح ناطقا بحقوق اللاجئين، وقدم بالشراكة Faces of Transformation عبر الويب.
ترك المنظمة عام 2013 ليكرّس وقته للكتابة، كما ظل ناشطا في حقوق اللاجئين الفلسطينيين في لبنان، ودافع عن حقوق اللاجئين السوريين وغيرهم. حاز على عدة جوائز منها جائزة قادة الغد من جامعة يورك، ومنحة لتكملة علومه في الجامعة، وجائزة الابتكار من Order of Saint Lazarus عن كتابه «اعترافات طفل حرب (القسم الأول)»، وجاء في لائحة أهم 250 شخصية شرق أوسطية ذو تأثير في التواصل الاجتماعي وكان له إطلالات إعلامية منها الإذاعة الكندية وهفنغتون بوست والصحافة العربية.

## الروايات

### اعترافات طفل الحرب (سهارى)
في مايو 2014، صرح شاكر أنه يقوم بكتابة روايته الثالثة والاخيرة من أجزاء اعترافات طفل الحرب عبر موقعه الرسمي في صفحة تويتر. وأعلن أنه أطلق عليها اسم سهارى. وسيتم نشرها في 2015.

## وصلات خارجية
- الموقع الرسمي لسلسلة كتب اعترافات طفل حرب